# Хелмеджел (комуна)
Хелмеджел (рум. Hălmăgel) — комуна у повіті Арад в Румунії. До складу комуни входять такі села (дані про населення за 2002 рік):
- Лункшоара (536 осіб)
- Сирбі (152 особи)
- Тирневіца (219 осіб)
- Хелмеджел (624 особи) — адміністративний центр комуни
- Цохешть (125 осіб)

Комуна розташована на відстані 339 км на північний захід від Бухареста, 101 км на схід від Арада, 93 км на південний захід від Клуж-Напоки, 121 км на північний схід від Тімішоари.

## Населення
За даними перепису населення 2002 року у комуні проживали 1656 осіб, усі — румуни.
Рідною мовою назвали:
| Мова      | Кількість осіб | Відсоток |
| --------- | -------------- | -------- |
| румунська | 1655           | 99,9%    |
| німецька  | 1              | 0,1%     |

Склад населення комуни за віросповіданням:
| Релігія       | Кількість осіб | Відсоток |
| ------------- | -------------- | -------- |
| православні   | 1644           | 99,3%    |
| баптисти      | 7              | 0,4%     |
| п'ятдесятники | 4              | 0,2%     |